# Olbramovice Městečko
Olbramovice Městečko (historicky též Městečko u Olbramovic či Místečko) je část obce Olbramovice v okrese Benešov. Nachází se na jihovýchodě Olbramovic. V roce 2009 zde bylo evidováno 19 adres. Olbramovice Městečko leží v katastrálním území Olbramovice u Votic o výměře 9,86 km².

## Historie
První písemná zmínka o vesnici pochází z roku 1352.
K roku 1890 zde bylo evidováno 12 domů a 87 obyvatel.

## Další fotografie

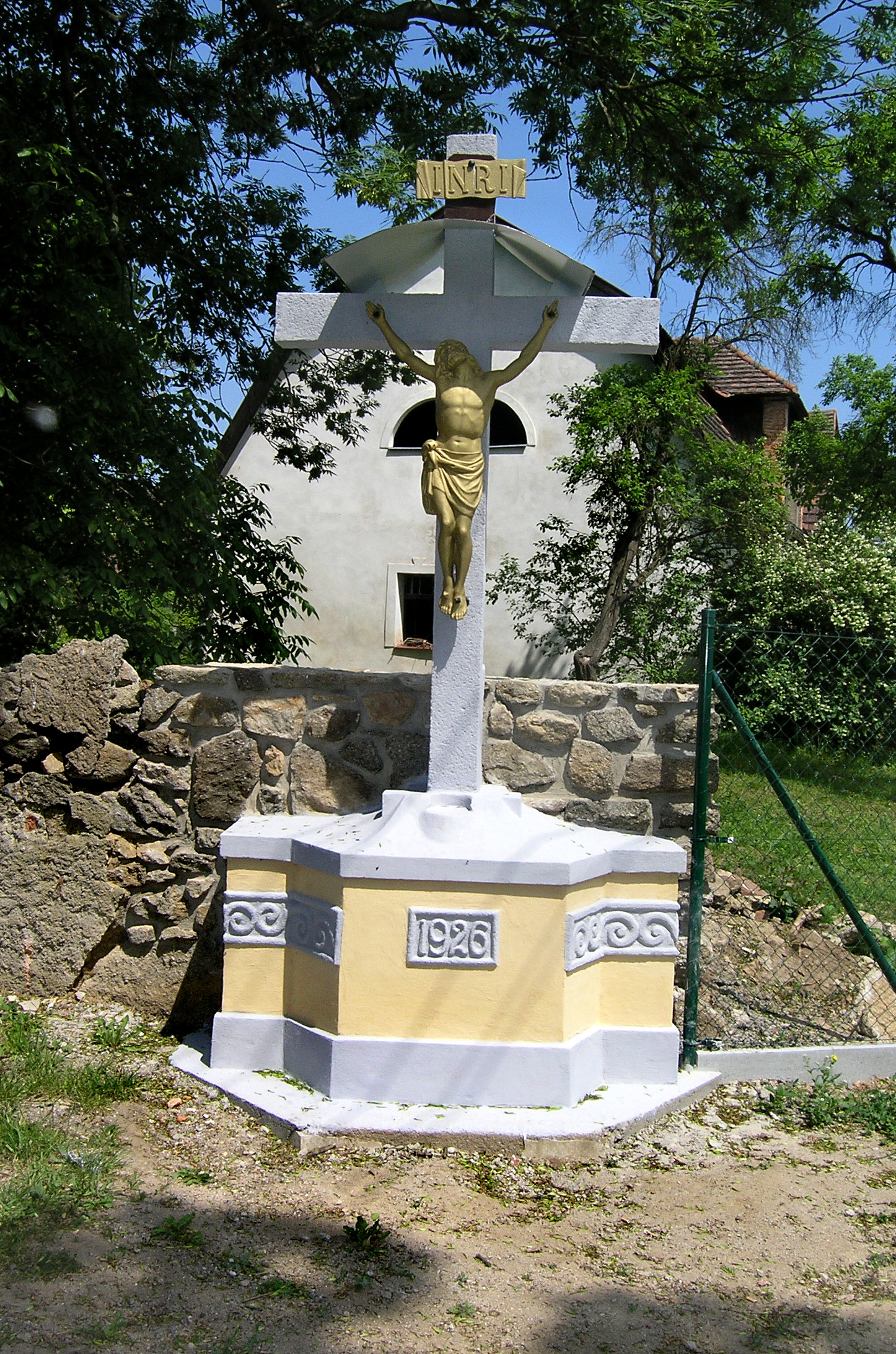
Křížek na návsi se zajímavým podstavcem
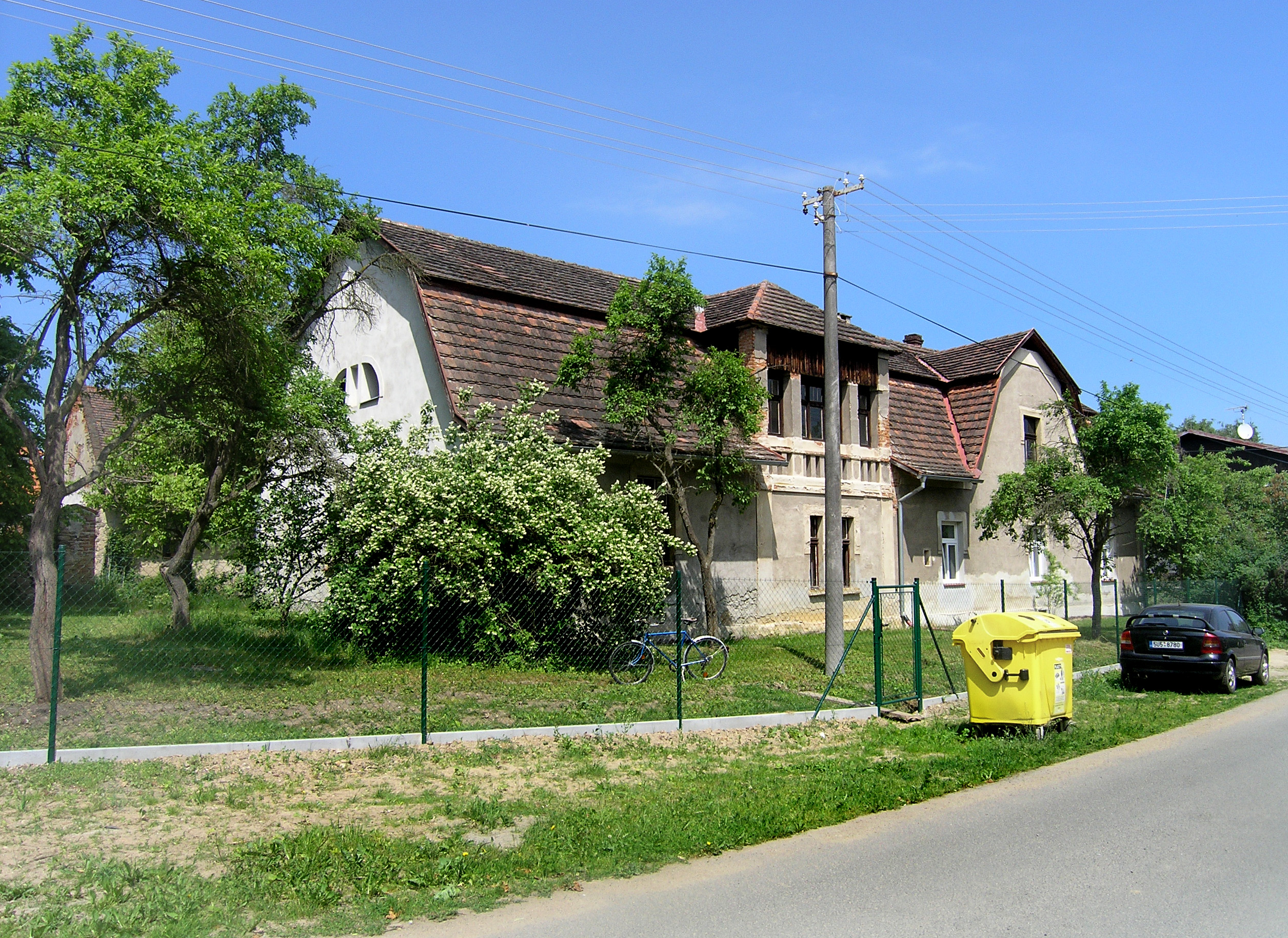
Dům čp. 24
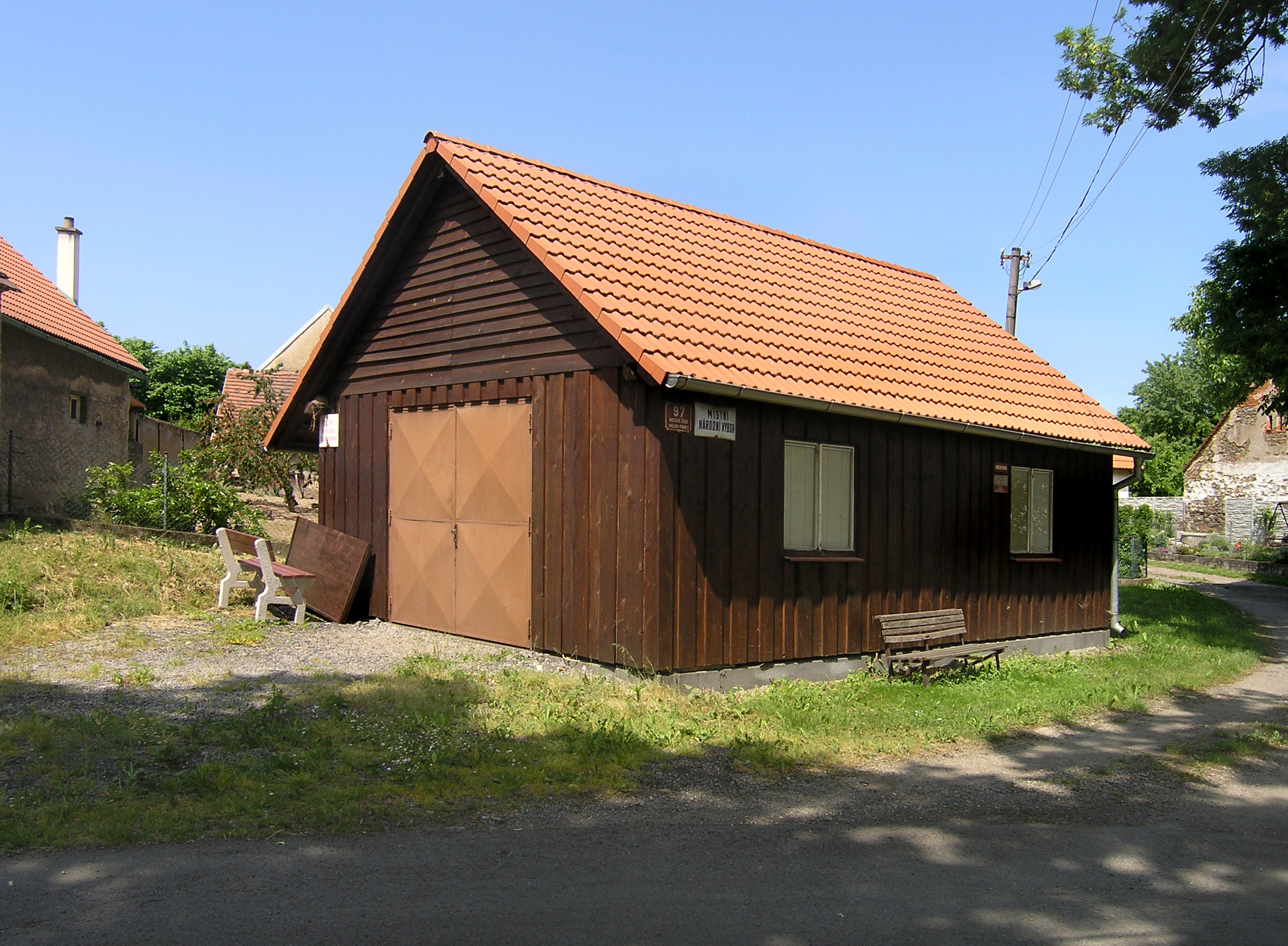
Toto žádný místní národní výbor nebyl